# Taurus-Littrow
Pour les articles homonymes, voir Littrow.
Taurus-Littrow est une vallée de la Lune située sur sa face visible, dans le quadrangle LQ12. En décembre 1972, les deux astronautes de la mission américaine Apollo 17, Eugene Cernan et Harrison Schmitt, s'y sont posés et y ont séjourné pendant trois jours.
La vallée est située au sud de la mer de la Sérénité et du cratère Littrow, dans les Montes Taurus. Le nom de la vallée, donné par l'équipage d'Apollo 17, a été approuvé par l'Union astronomique internationale en 1973.